# Arsenalsgatan 6

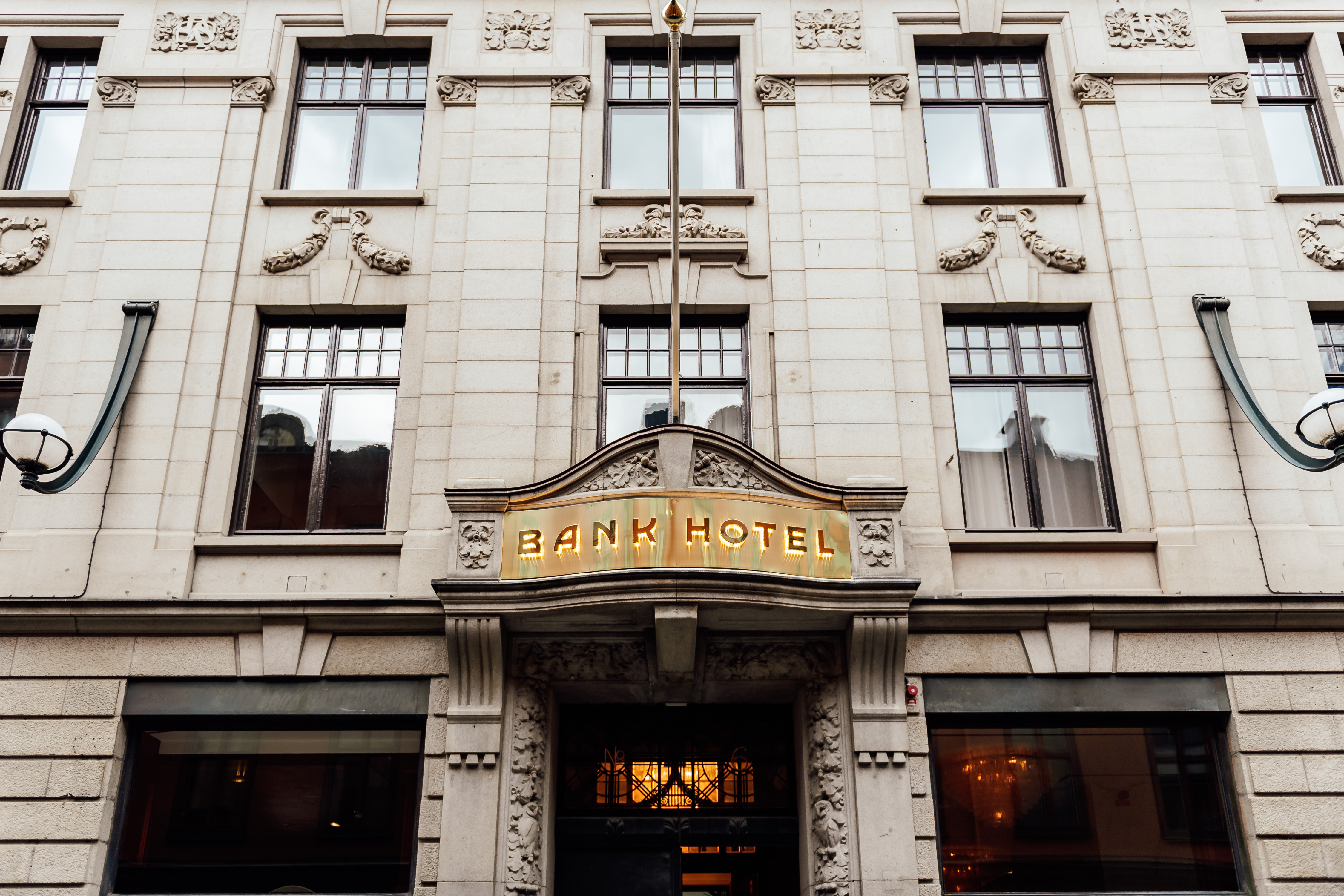
Arsenalsgatan 6

Arsenalsgatan 6 är adressen för en byggnad intill Blasieholmstorg på Norrmalm i Stockholm som uppfördes mellan åren 1907 och 1910 för Bankaktiebolaget Södra Sverige. 
Den helsingsborgsbaserade banken hade tillsvidare inhyst sitt stockholmskontor i det Adelswärdska huset på Drottninggatan 2 under tiden man uppförde ett eget trevåningspalats på Arsenalsgatan, ritat av Thor Thorén. Byggmästare var N J Bengtson. Byggnaden följde renässanspalatsens schema, med rusticerad bottenvåning och en taklist krönt av en balustrad. I den ljusa granitfasaden framträder dock de moderna jugenddragen tydligt. Portalen pryds av Blekinges ek i relief, där ugglan och ekorren symboliserar klokhet och sparsamhet. Entrén utgörs av två stora bronsportar med bankens oktagon.
Innanför entrén återfinns den stora ljusa bankhallen som täcks av ett spröjsat glastak och omges av arkader och ett övre galleri.
Banken fusionerades 1919 med Stockholms handelsbank, som därigenom bildade Svenska Handelsbanken vilken övertog oktagonen som symbol. Därefter såldes byggnaden. Den fortsatte dock fylla sin funktion som banklokal, mellan 1928 och 1951 för Diskontobanken och mellan 1951 och 1960 dess efterföljare Wermlands Enskilda bank.
Huset påbyggdes med fyra våningar 1988 efter ritningar av Laszlo Marko.
Efter bankperioden har den välbevarade bankhallen bland annat fungerat som utställningslokal för Orrefors och senare som reception och bibliotek för advokatbyrån Setterwalls. 2015 övertog Stureplansgruppen hyreskontraktet för att bygga om fastigheten för hotell och restaurangverksamhet. 2018 öppnade Bank Hotel med 110 rum och restaurang Bonnie's.

## Bilder

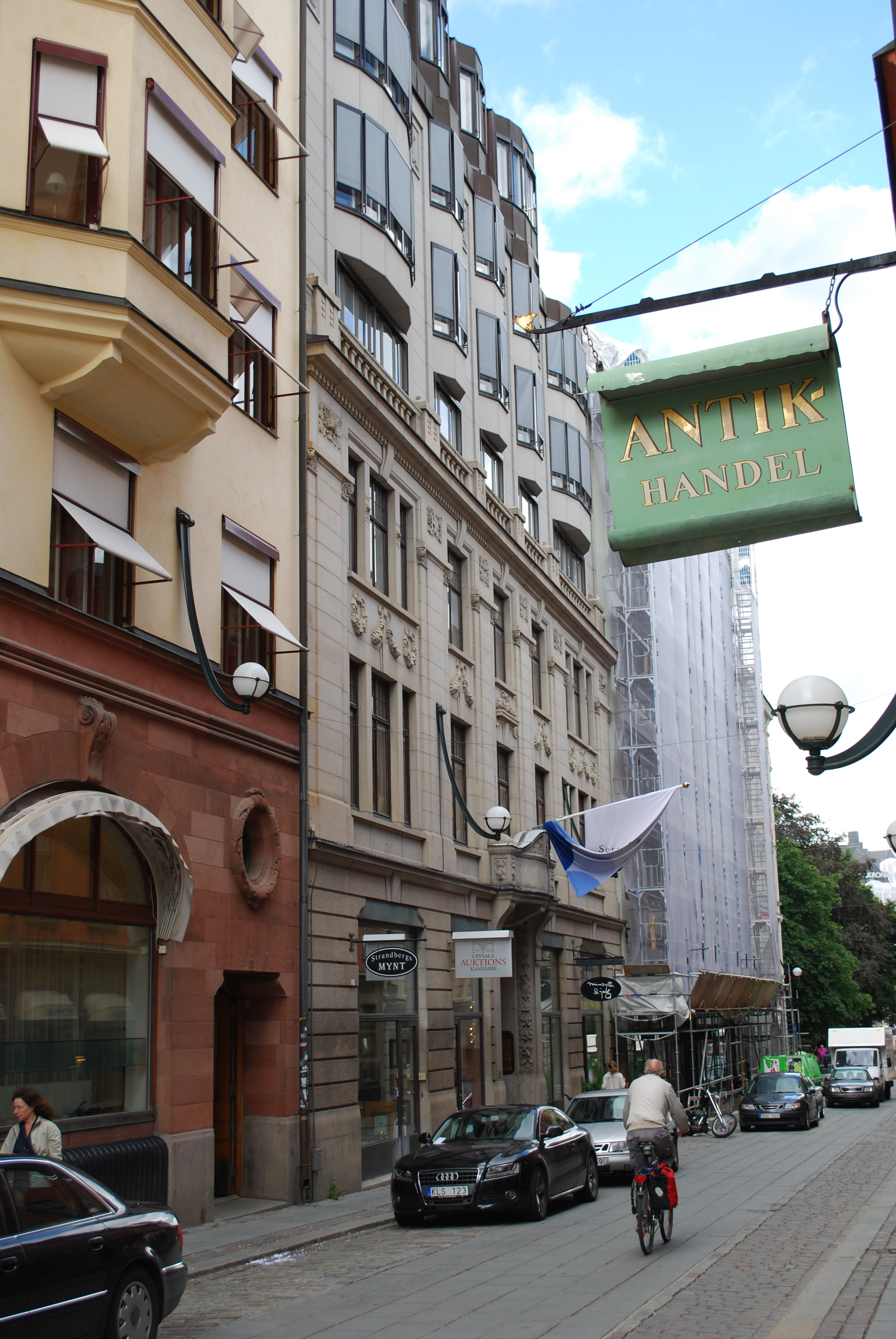
Arsenalsgatan 6
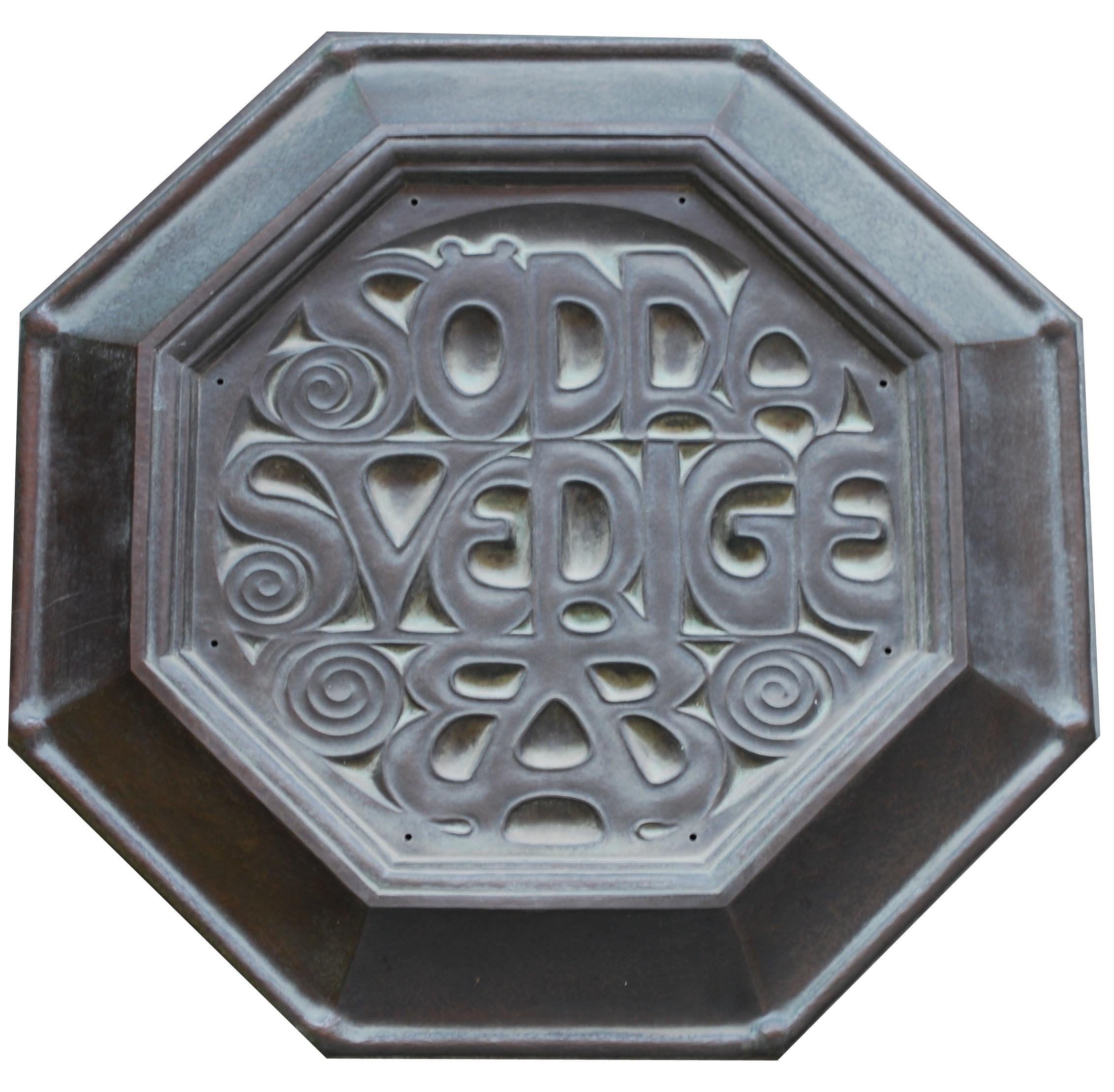
Oktagonen på bronsporten
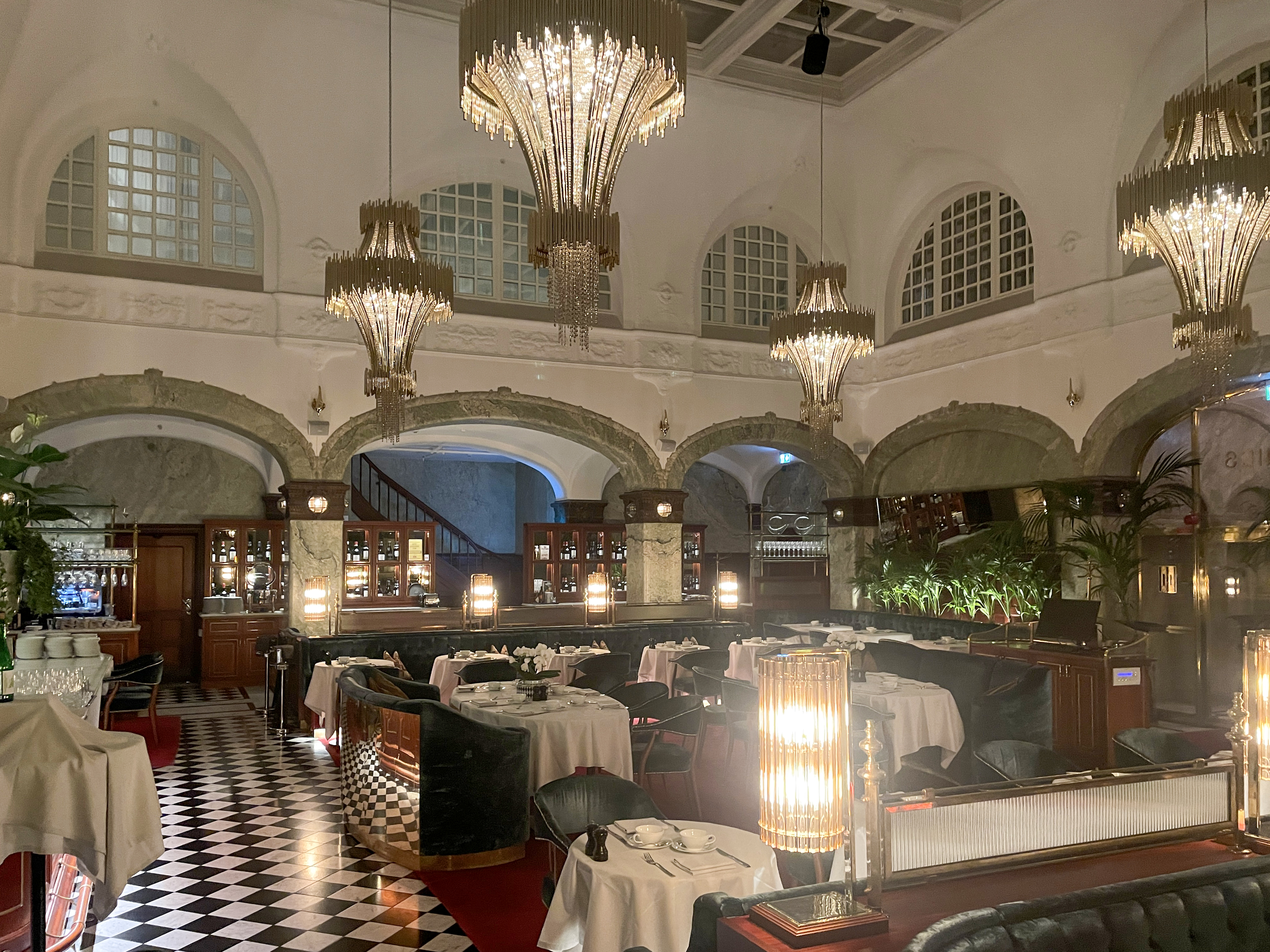
Bankhallen
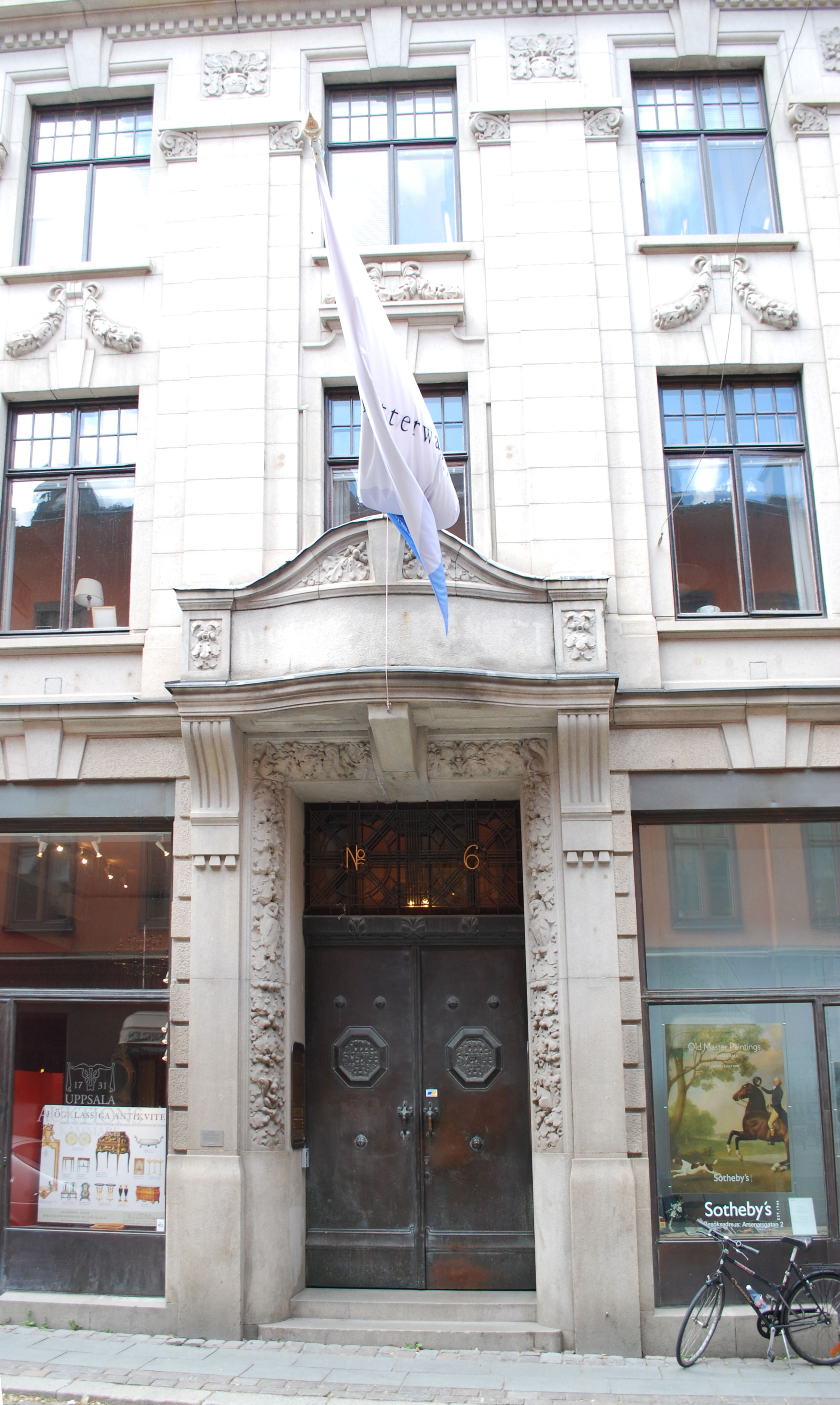
Entrén